# Everett Sloane
Everett H. Sloane (n. 1 octombrie 1909, New York City, New York, SUA – d. 6 august 1965, Los Angeles, California, SUA) a fost un actor american de film, teatru și de televiziune. A fost, de asemenea, compozitor și regizor de teatru.

## Filmografie

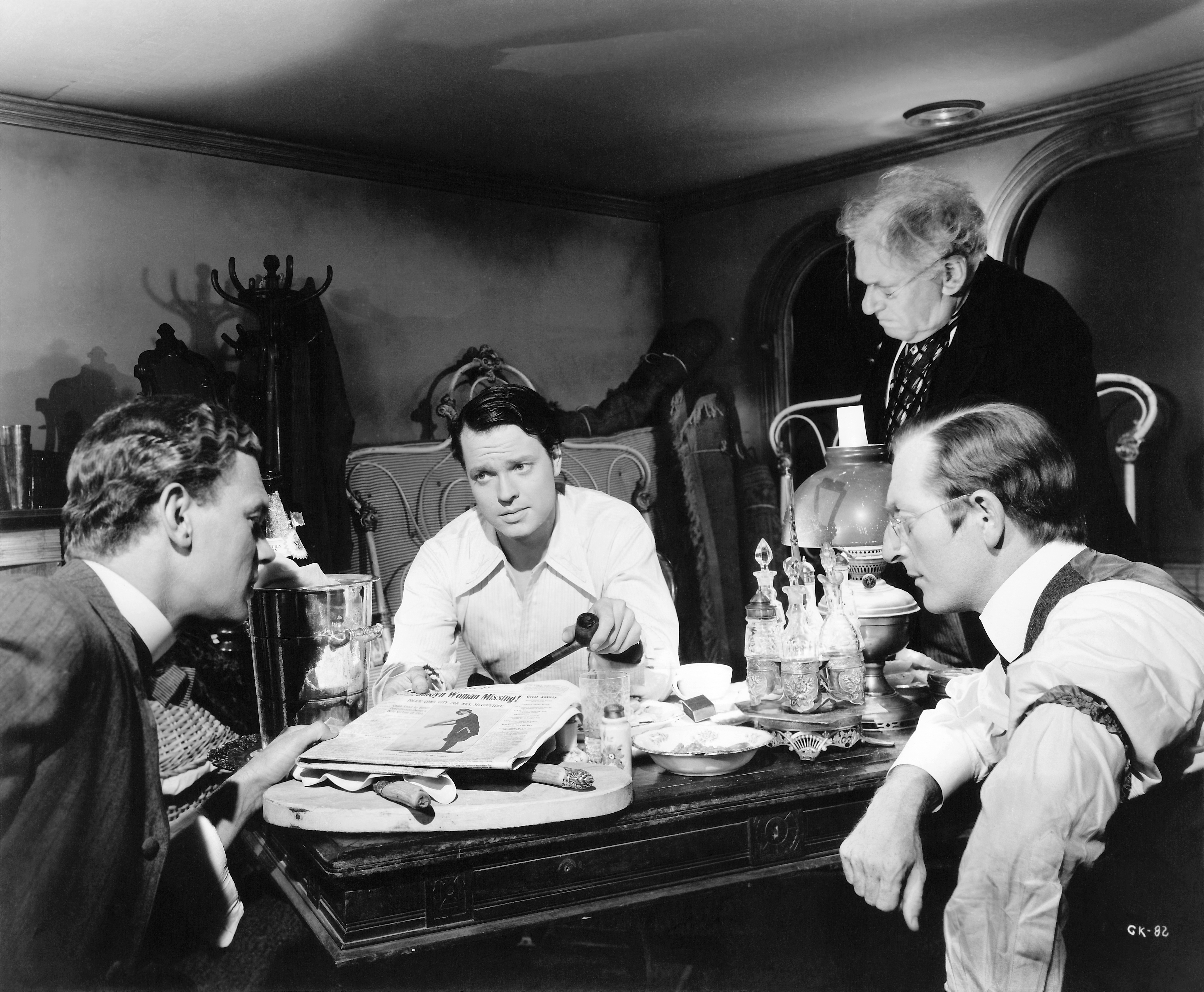
Joseph Cotten, Orson Welles, Everett Sloane și Erskine Sanford în Cetățeanul Kane

- Cetățeanul Kane (1941) – Mr Bernstein
- Journey into Fear (1943) – Kopeikin
- The Lady from Shanghai (1947) – Arthur Bannister
- Jigsaw (1949) – Sam the Milkman (nemenționat, cameo)
- Prince of Foxes (1949) – Mario Belli
- The Men (1950) – Dr Brock
- The Enforcer (1951) – Albert Mendoza
- Bird of Paradise (1951) – The Akua
- Sirocco (1951) – General LaSalle
- The Prince Who Was a Thief (1951) – Yussef
- The Desert Fox (1951) – General Wilhelm Burgdorf
- The Blue Veil (1951) – District Attorney
- The Sellout (1952) – Nelson S. Tarsson
- Way of a Gaucho (1952) – Falcon
- The Big Knife (1955) – Nat Danziger
- Patterns (1956) – Mr Ramsey
- Somebody Up There Likes Me (1956) – Irving Cohen
- Lust for Life (1956) – Dr Gachet
- Alfred Hitchcock Presents serial TV (sezonul 1956 - episodul "Place Of Shadows") – Father Vincente
- Massacre at Sand Creek (1956, film TV) – Colonel John Templeton
- Marjorie Morningstar (1958) – Arnold Morgenstern
- The Gun Runners (1958) – Harvey
- Home from the Hill (1960) – Albert Halstead
- The Twilight Zone  (sezonul 1960 episodul "The Fever") – Franklin Gibbs
- Route 66  (sezonul 1960 episodul "Black November") – Mr. Garth
- The Million Dollar Incident (1961, film TV) – Bannister
- By Love Possessed (1961) – Dr Reggie Shaw
- Brushfire! (1962) – Chevern McCase
- The Lady and the Stock Exchange (1962, documentar, scurtmetraj)
- The Man from the Diners' Club (1963) – Mr Martindale
- The Patsy (1964) – Caryl Fergusson
- Ready for the People (1964, film TV) – Paul Boyer
- The Disorderly Orderly (1964) – Mr Tuffington
- Hercules and the Princess of Troy (1965, film TV) – Narator

## Radio
| An   | Program                   | Episod/sursă     |
| ---- | ------------------------- | ---------------- |
| 1948 | The Molle Mystery Theater | Solo Performance |